# Summit Worship
Summit Worship è un EP di David Hodges, seconda sua pubblicazione solista.

## L'album
Come il precedente album, è prodotto da Ben Moody. 
 L'EP contiene sette tracce, scritte e musicate da David Hodges per The Summit Church, una comunità cristiana.

## Tracce
Testi di David Hodges, tranne dove indicato. Musiche di David Hodges.
1. Make This Church Your Home (Intro) (Hodges, Josh Hartzler, Jeremy Upchurch) – 1:53
2. Everything That Has Breath – 3:09
3. Ancient of Days – 3:48
4. I Exalt Thee / Your Name – 5:04
5. Better Is One Day – 5:02
6. Bring Me Back – 4:05
7. Breathe – 6:16

## Formazione
- David Hodges – voce, cori, pianoforte
- Ben Moody – chitarra solista
- Stuart Springer – chitarra ritmica
- Brad Riggins – tastiere
- Casey Gerber – basso
- Neal Watson – batteria, percussioni

### Collaborazioni
- Hannah Hodges – cori in I Exalt Thee / Your Name e Better Is One Day
- Amy Lee – cori in Breathe